# سانتياغو روميرو
سانتياغو روميرو (بالإسبانية: Santiago Romero)‏ (15 فبراير 1990 بمونتفيدو في الأوروغواي - ) هو لاعب كرة قدم أوروغواني في مركز الوسط. لعب مع ناسيونال مونتيفيديو وديبورتيس إيكيكي.

## وصلات خارجية
- سانتياغو روميرو على موقع قاعدة بيانات كرة القدم.إي يو (الإنجليزية)
- سانتياغو روميرو على موقع Soccerway.com (الإنجليزية)
- سانتياغو روميرو على موقع AS.com (الإسبانية)